# IsiNgqumo
IsiNgqumo, o IsiGqumo, (literalmente «decisiones» en el propio idioma) es una jerga utilizada por homosexuales de Sudáfrica y Zimbaue que hablan lenguas bantúes. Se diferencia del gayle en que este es utilizado por homosexuales de Sudáfrica que hablan lenguas germánicas. IsiNgqumo se desarrolló durante la década de los 80. En  contraste con el caso del gayle, el IsiNgqumo no ha sido investigado ni documentado exhaustivamente, por lo que no se sabe con exactitud cuántas personas lo hablan.
El IsiNgqumo es considerado a menudo una invención occidental por los indígenas zimbabuenses, pero en realidad fue una creación de los homosexuales indígenas, un grupo que sólo recientemente adquirió conciencia de sí mismo.